# ناحیه براوناو آم این
براوناو آم این (به آلمانی: Braunau District) یک ناحیه در اتریش است که در اوبراسترایش واقع شده‌است. برونو آم این ۹۹٬۸۴۸ نفر جمعیت دارد.